# Hilda Ramos
Hilda Elisa Ramos Manes (Colón, 1º settembre 1964) è un'ex discobola cubana.

## Palmarès
| Anno | Manifestazione      | Sede         | Evento           | Risultato | Misura  | Note |
| ---- | ------------------- | ------------ | ---------------- | --------- | ------- | ---- |
| 1987 | Giochi panamericani | Indianapolis | Lancio del disco | Argento   | 61,34 m |      |
| 1991 | Giochi panamericani | L'Avana      | Lancio del disco | Argento   | 63,38 m |      |
| 1992 | Olimpiadi           | Barcellona   | Lancio del disco | 6ª        | 63,80 m |      |